# Brisket

Tagli statunitensi del manzo

Il brisket, a volte tradotto come punta di petto, è un taglio di carne statunitense corrispondente pressappoco al petto di manzo.

## Metodi di cottura

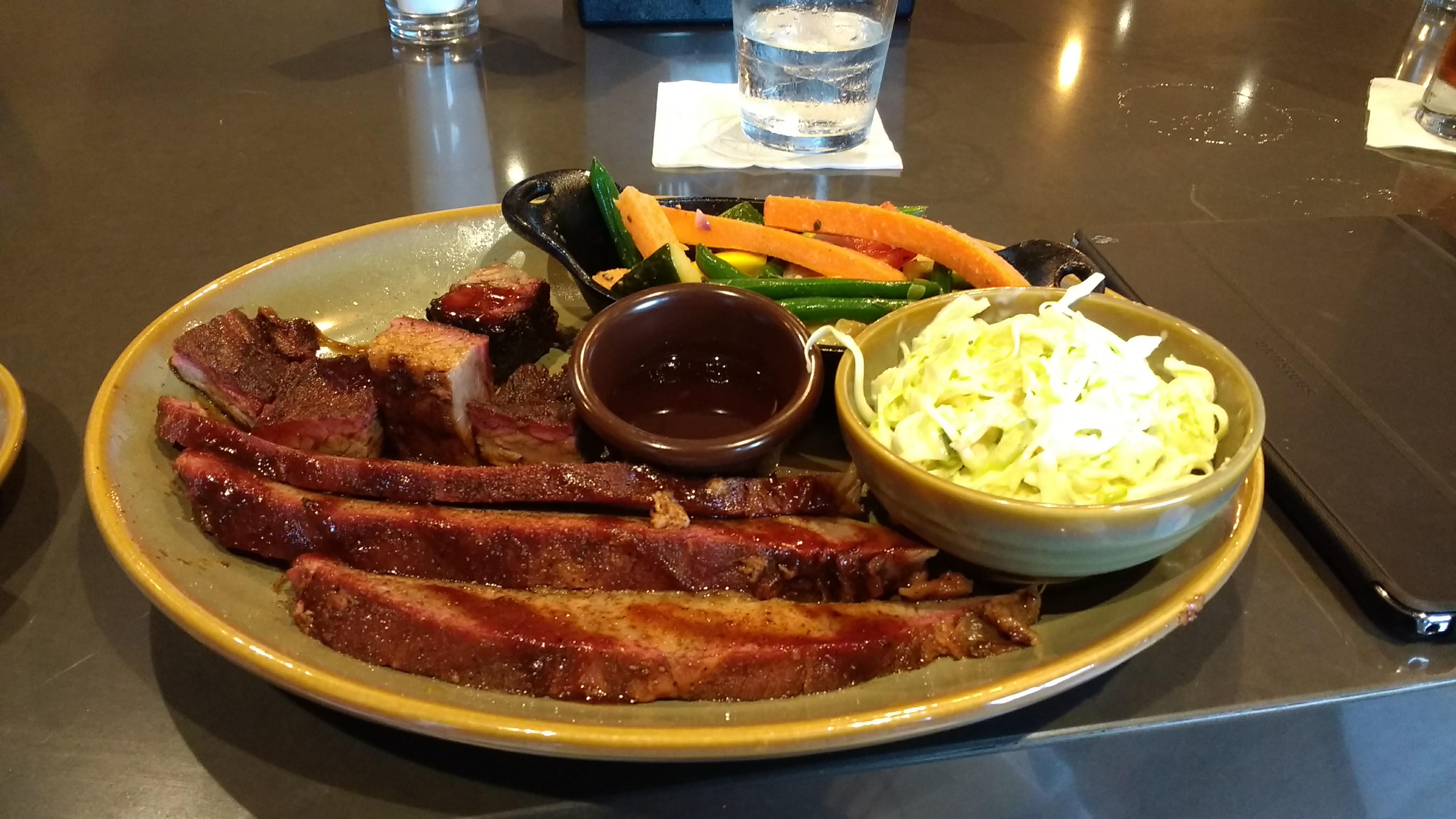
Piatto a base di Brisket allo stile di Kansas City

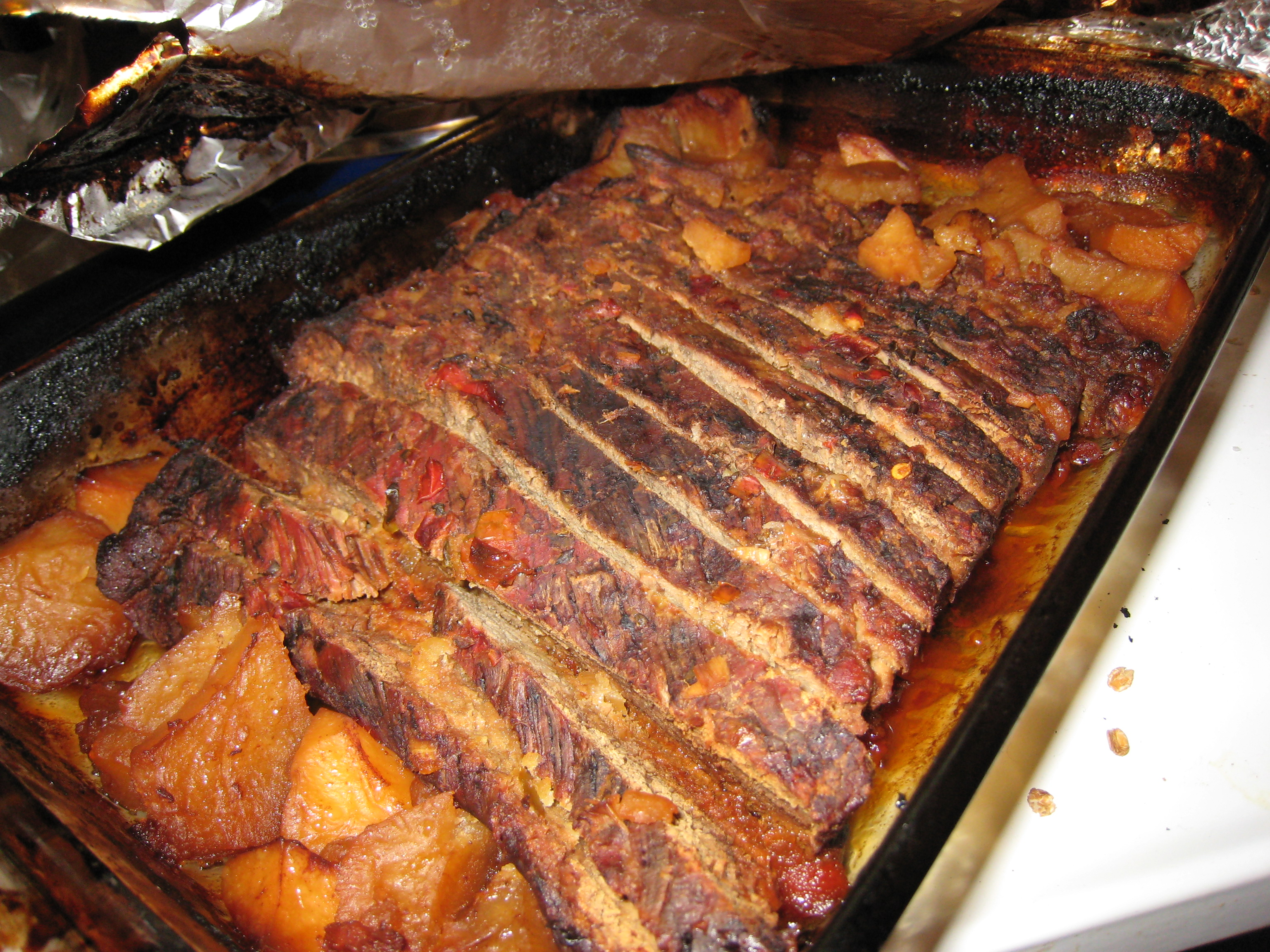
Brisket e patate

Il brisket può essere cucinato in molti modi, tra cui cottura, bollitura e tostatura. L'imbastitura della carne viene spesso eseguita durante il processo di cottura. Questo taglio di carne normalmente duro, a causa delle fibre di collagene che costituiscono il tessuto connettivo nel taglio, viene intenerito quando il collagene gelatinizza, con conseguente petto più tenero.
Il cappuccio di grasso, che spesso viene lasciato attaccato al petto, aiuta a mantenere la carne umida durante la cottura prolungata necessaria a scomporre il tessuto connettivo nella carne. L'acqua è necessaria per la conversione del collagene in gelatina, che è il prodotto di idrolisi del collagene.

### Negli Stati Uniti
Tra i metodi più diffusi di preparazione negli Stati Uniti vi sono lo sfregamento con spezie o la marinatura della carne, ma anche la cottura a fuoco lento indiretta sul carbone o sul legno. Questa è una forma di affumicare la carne usando un legno duro, come la quercia, il noce, il pecan, la carya o il mesquite, a volte viene aggiunto, da solo o in combinazione con altri legni duri, alla fonte di calore principale.

### In altri paesi
- In Italia il brisket corrisponde al taglio del petto, e viene tagliato in maniera diversa, ovvero usando il taglio punta di petto.
- In altri paesi questo taglio viene usato nel pho vietnamita, nel suea rong hai tailandese, nel chadolbaegi doenjang-jjigae coreano, nel nihari pachistano.